# 국가공무원인재개발원
국가공무원인재개발원(國家公務員人材開發院, National Human Resources Development Institute)은 교육훈련, 연구·개발 및 평가, 교류·협력 등에 관한 사무를 관장하는 대한민국 인사혁신처의 소속기관이다. 2016년 1월 1일 발족하였으며, 충청북도 진천군 덕산읍 교학로 30에 위치하고 있다. 원장은 차관급 정무직공무원으로 보한다.
옛 청사가 있던 경기도 과천시 교육원로 118에는 분원을 운영하고 있다.

## 설치 근거 및 소관 사무

### 설치 근거
- 「공무원 인재개발법」 제3조제1항[3]

### 소관 사무
- 다음 사항의 어느 하나에 해당하는 사람에 대한 교육훈련
  - 5급 이상 공무원 및 고위공무원단에 속하는 공무원
  - 5급 공개경쟁채용시험 또는 경력경쟁채용시험에 합격한 채용후보자
  - 그 밖에 외국공무원 등 인사혁신처장이 필요하다고 인정하는 사람
- 다음 사항에 대한 연구·개발·평가
  - 공직가치·리더십 등 시대변화에 맞는 국가공무원 인재상 정립
  - 공무원 역량 개발을 위한 교육과정
  - 공무원의 자기개발 학습을 위한 기반 마련
- 국내외 공공·민간 교육훈련·연구 기관 등과의 교류·협력

## 연혁
- 1949년 3월 21일: 국무총리 소속으로 국립공무원훈련원 설치.[4]
- 1961년 10월 2일: 내각사무처 소속 중앙공무원교육원으로 개편.[5]
- 1963년 12월 17일: 총무처 소속으로 변경.
- 1963년 9월: 장충동청사(현 동국대) 신축 이전.
- 1974년 5월: 정부대전청사 이전.
- 1981년 12월: 정부과천청사 이전.
- 1998년 2월 28일: 행정자치부 소속으로 변경.
- 2008년 2월 29일: 행정안전부 소속으로 변경.[6]
- 2013년 3월 23일: 안전행정부 소속으로 변경.[7]
- 2014년 11월 19일: 인사혁신처 소속으로 변경.[8]
- 2016년 1월 1일: 국가공무원인재개발원으로 개편.[9]
- 2016년 9월 26일: 충청북도 진천군으로 청사 이전.[10]

## 조직

### 원장
기획부
- 기획협력과[13]
- 교육지원과[14]

리더십개발부
- 신규자교육과[14]
- 관리자교육과[13]
- 전문역량교육과[13]

글로벌교육부
- 글로벌교육과[13][12]

연구개발센터
- 스마트개발과[13]
- 교수진[13]